# Le Masque arraché
Pour plus de détails, voir Fiche technique et Distribution.
Le Masque arraché (titre original : Sudden Fear) est un film américain réalisé par David Miller, sorti en 1952. Il est, avec Saturday's Hero, un autre film noir, un des films du réalisateur les plus appréciés de la critique américaine comme étrangère.

## Synopsis
Pressenti pour tenir le rôle masculin d'une pièce écrite par la riche dramaturge Myra Hudson (Crawford), Lester Blaine (Palance) est finalement écarté de la distribution. La pièce est un succès critique et commercial et conforte la fortune de Myra.
Blaine retrouve Myra, à la surprise de celle-ci, dans un train à destination de San Francisco. Il la séduit, puis l'épouse malgré la différence de leurs niveaux de vie. Plus tard, dans une réception organisée à leur domicile, il retrouve de manière inattendue Irene Neves (Gloria Grahame), son ancienne amante, qui connaît son talent pour se lier à et profiter de femmes plus riches que lui, et qui lui demande de l'argent en échange de son silence
Après son mariage, Myra réfléchit à un nouveau testament sur le conseil de son avocat qui lui suggère de n'accorder qu'une allocation modeste à son époux ; elle refuse et a l'intention de tout léguer à Lester.
Mais elle découvre ensuite, sur un magnétophone dont elle se sert pour archiver ses idées et qu'elle a oublié de désactiver, l'enregistrement à leur insu d'une conversation entre Lester et Irene qui se méprennent sur le testament, pensant que la version initiale de l'avocat est celle qui fait foi, et projettent de tuer Myra pour sécuriser l'héritage.
Sous le coup de l'émotion, Myra casse le disque d'enregistrement. Ne disposant plus d'aucune preuve, elle concocte un plan minuté pour tuer Blayne et en faire porter la responsabilité à Irene. Elle se rend à l'appartement d'Irene, y découvre du poison et un pistolet, dont elle s'empare. Puis, par des lettres imitant les écritures de Irene et Lester, elle éloigne Irene de l'appartement, y fait venir Lester, et se prépare à le tuer avec le pistolet et avant de renoncer, effrayée par ce que son projet fait d'elle. Lester, sachant maintenant que Myra connaît ses intentions, prend le volant d'une voiture et cherche à l'écraser. Il la confond cependant avec Irene, revenue contre toute attente à l'appartement. Le choc tue Irene et Lester. Myra s'éloigne, soulagée de voir le cauchemar prendre fin et libre.

## Fiche technique
- Titre : Le Masque arraché
- Titre original : Sudden Fear
- Réalisation : David Miller
- Scénario : Lenore J. Coffee et Robert Smith, d'après le roman Ils ne m'auront pas (Sudden Fear) de Edna Sherry
- Photographie : Charles Lang et Loyal Griggs (seconde équipe, non crédité)
- Musique : Elmer Bernstein
- Direction artistique : Boris Leven
- Costumes : Howard Greer et Sheila O'Brien
- Producteur : Joe Kaufmann et Joan Crawford
- Société de production : Joseph Kaufman Productions
- Société de distribution : RKO Radio Pictures
- Budget : 720 000 $ (estimé)
- Pays d'origine :  États-Unis
- Langue : anglais
- Format : Noir et blanc
- Genre : Thriller, Film noir
- Durée : 110 minutes
- Dates de sortie : 
  - États-Unis : 6 août 1952

## Distribution
- Joan Crawford : Myra Hudson
- Jack Palance : Lester Blaine
- Gloria Grahame : Irene Neves
- Bruce Bennett : Steve Kearney
- Virginia Huston : Ann Taylor
- Mike Connors : Junior Kearney
- Arthur Space : George Ralston
- Lewis Martin (non crédité) : le metteur en scène Bill

## Accueil critique
Aux Etats-Unis, le film est dès sa sortie favorablement accueilli, sa réputation se voyant consolidée dans les décennies suivantes.
En France, Truffaut tient le film en haute estime et contribue à sa réputataion, écrivant : « Pas un plan dans ce film qui ne soit nécessaire à la progression dramatique, pas un plan non plus qui ne soit passionnant et ne nous donne à penser qu'il est le clou du film. » : François Truffaut, Les Cahiers du cinéma
Joan Crawford reçoit pour son interprétation sa troisième et dernière nomination à l'Oscar de la meilleure actrice. C'est également la première fois qu'elle est pour cette récompense en compétition directe avec Bette Davis, actrice avec laquelle elle entretenait une forte inimitié. Davies était quant à elle nommée pour la dixième fois aux Oscars, cette fois pour La Star. La récompense est allée à Shirley Booth pour son rôle dans Reviens petite Sheba.